# Філіппо Маньїні
Філіппо Маньїні (італ. Filippo Magnini, 2 лютого 1982) — італійський плавець.
Призер Олімпійських Ігор 2004 року, учасник 2008, 2012, 2016 років.
Чемпіон світу з водних видів спорту 2005, 2007 років, призер 2015 року.
Чемпіон світу з плавання на короткій воді 2006 року, призер 2008, 2012, 2014 років.
Чемпіон Європи з водних видів спорту 2004, 2006, 2008, 2012 років, призер 2014, 2016 років.
Чемпіон Європи з плавання на короткій воді 2004, 2005, 2006, 2007, 2008, 2010 років, призер 2003, 2009, 2011, 2013, 2015 років.